# Леея
Леея, или Леэя (лат. Leea) — род растений, распространенный в Южной и Юго-Восточной Азии, Северной и Восточной Австралии, Новой Гвинее и части Африки. Этот род содержит около 70 видов и относится к семейству виноградовых. В APG II род Leea выделен в подсемейство Leeoideae. Род Leea часто помещают в отдельное семейство Leeaceae на основе морфологических различий между ним и Vitaceae. Эти различия включают число яйцеклеток в гнезде (одна у лееи и две у виноградных), число пестиков (три у лееи и два у виноградных) и отсутствие или наличие стаминоидальной пробки[уточнить] (есть только у лееи) и цветочного диска (есть у виноградных, но нет у лееи). Структура пыльцы также рассматривается как аргумент в пользу таксономического разграничения, но хотя одни исследователи пришли к выводу, что строение пыльцы позволяет говорить об отдельном семействе леевых, другие исследователи заключают, что леея должна быть включена в Vitaceae.
Род был назван Карлом Линнеем в честь Джеймса Ли, шотландского садовника, который ввёз много новых растений в Англию в конце XVIII века.

## Экология
Цветки лееи посещают разнообразные насекомые-опылители, включая мух, ос, пчел, бабочек и жуков. Некоторые виды, возможно, имеют развитую синхронизированную дихогамию в качестве механизма для предотвращения самоопыления.

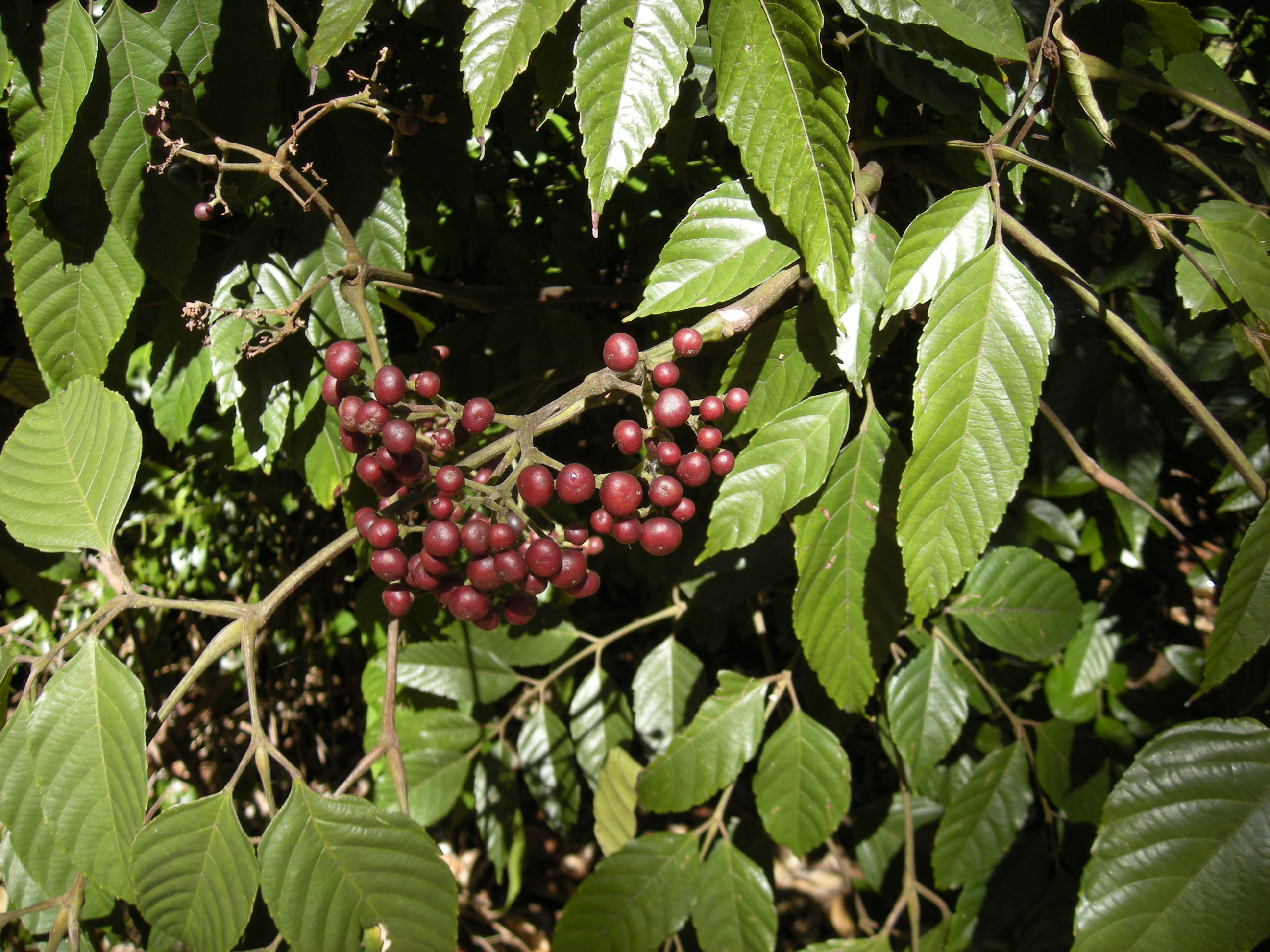
L. indica плоды и листья.